# Pierre Savorgnan de Brazza

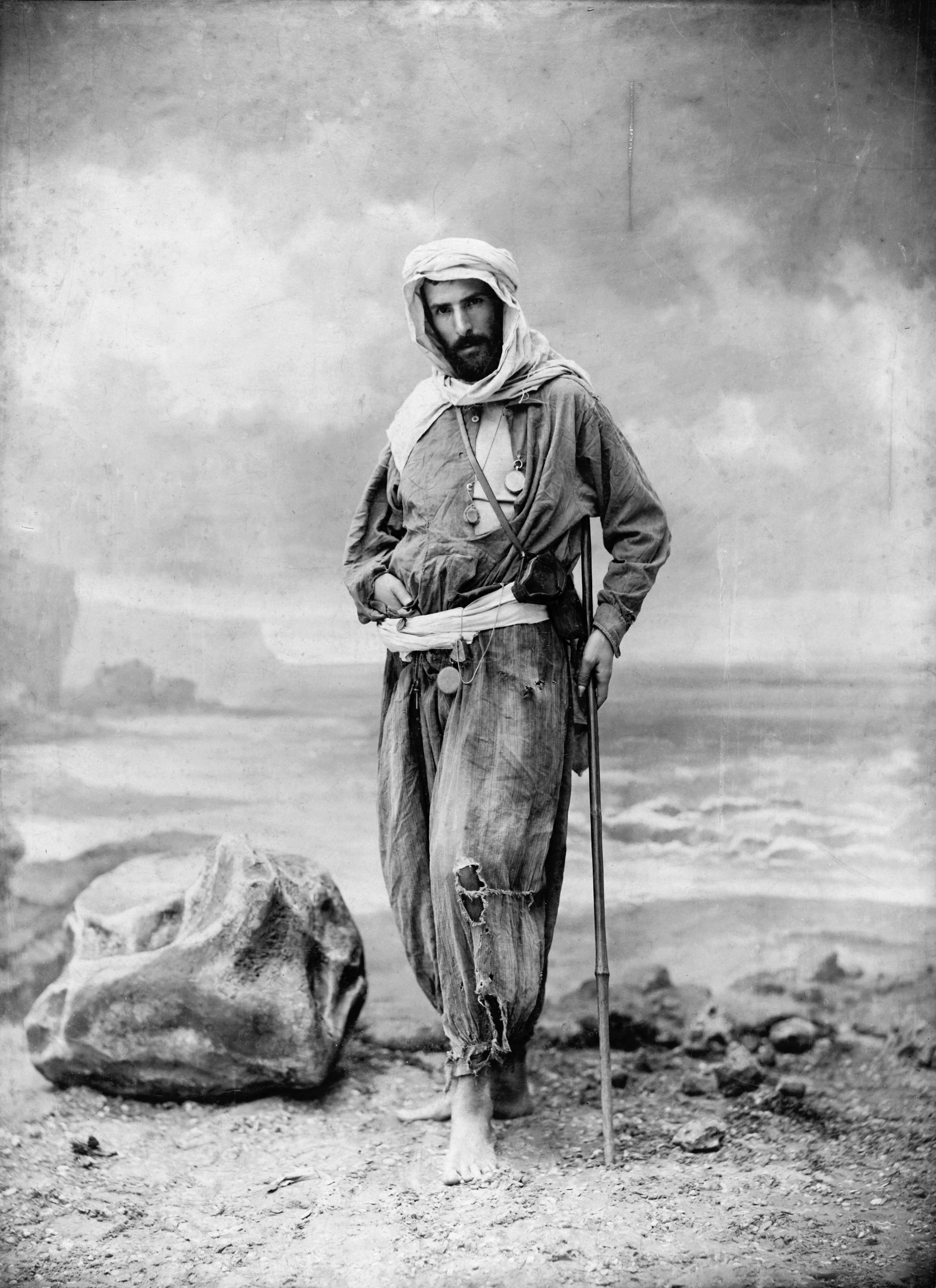
Pierre Savorgnan de Brazza na fotografii Nadara

Pietro Paolo Savorgnan di Brazzà, także Pierre Paul François Camille Savorgnan de Brazza (ur. 26 stycznia 1852 w Castel Gandolfo, zm. 14 września 1905 w Dakarze) – francusko-włoski badacz i odkrywca Afryki Centralnej. Na jego cześć stolica Konga (dawniej Konga Francuskiego) nosi nazwę Brazzaville.